# Специален административен регион Синъйчжу
Специален административен регион Синъйчжу (чосонгъл: 신의주 특별 행정구; правопис по системата на Маккюн-Райшауер Sinŭiju T'ŭkpyŏl Haengjŏnggu) е самостоятелна административна единица в Северна Корея с особен статут. Той е разположен на границата с Китай. Регионът е създаден през септември 2002, включвайки части от град Синъйчжу и заобикалящата го територия, в опит да се установи действаща пазарна икономика в страната. Регионът е на централно държавно управление, на принципа на столичния град Пхенян. Специалният административен регион е създаден по моден на специалните административни региони в Китай Хонг Конг и Макао, и също като тях разполага с Основно право (기본법; Kibonpŏp).
Китайско-холандският бизнесмен Ян Бин е първият назначен за губернатор на региона. Малко преди да заеме предложения му пост той е арестуван от китайските власти и осъден на 18 години затвор за укриване на данъци и други икономически престъпления. Скоро след това севернокорейските власти обявяват, че развитието на САР Синъйчжу ще продължи и управлението му минава пряко под адмнистрацията на Комисията за стимулиране на международното икономическо сътрудничество. Въпреки това към април 2008 нито една от предвидените за Специалния регион реформи не е пусната в действие, което предполага, че севернокорейското правителство напълно е изоставило идеите за развитието на такъв икономически регион.

## Територия включена в САР Синъйчжу
Регионите включени в САР Синъйчжу са както оказани в правителствения декрет. Включените територии не представляват един непрекъснат регион, а множество отделни административни единици. Това създава известни трудности при достигането му от единия край в град Синъйчжу до община Йомджу, защото трябва да се мине през части, които принадлеждат към провинция Северен Пхьонан.

### Квартали от град Синъйчжу (дон)
- Кванмун (관문동; 關門洞)
- Понбу (본부동; 本部洞)
- Синвон (신원동; 新元洞)
- Ихчхьон (역전동; 驛前洞)
- Чхьонсонг (청송동; 青松洞)
- Хунхва (근화동; 芹花洞)
- Паекса (백사동; 白沙洞)
- Паекун (백운동; 白雲洞)
- Чаеха (채하동; 彩霞洞)
- Ойл (오일동; 五一洞)
- Апкан (압강동; 鴨江洞)
- Намсанг (남상동; 南上洞)
- Намсхьо (남서동; 南西洞)
- Намчунг (남중동; 南中洞)
- Намха (남하동; 南下洞)
- Каехьок (개혁동; 改革洞)
- Хаебанг (해방동; 解放洞)
- Пхьонхва (평화동; 平和洞)
- Минпо (민포동; 敏浦洞)
- Намсонг (남송도; 南松洞)
- Синнам (신남동; 新南洞)
- Синпо (신포동; 新浦洞)
- Сумун (수문동; 水門洞)
- Наммин (남민동; 南敏洞)
- Тонгха (동하동; 東下洞)
- Тончунг (동중동; 東中洞)
- Тонгсанг (동상동; 東上洞)
- Чинсхьон 1 (친선일동; 親善1洞)
- Чинсхьон 2 (친선이동; 親善2洞)
- Панчик (방직동; 紡織洞)
- Мачхьон (마전동; 麻田洞)
- Хадан (село) (하단리; 下端里)
- Сангдан (село)　(상단리; 上端里)
- Тачи (село)　(다지리; 多智里)
- Схьонсхьо (село) (성서리; 城西里)
- Част от Схьонсанг (선상동; 仙上洞)
- Част от Йонха　(연하동; 煙下洞)
- Част от Сонган　(송한동; 送瀚洞)
- Част от Рюсанг 1　(류상일동; 柳上1洞)
- Част от Рхьонсанг 1 (련상일동; 蓮上1洞)
- Част от Пекту (백투동; 白土洞)
- Част от село Тосхьон (토성리; 土城里)
- Част от село Рючо (류초리; 柳草里)

### Община Уйджу
- Схьохо (село) (서호리; 西湖里)
- Част от село Хогнам (홍남리; 弘南里)
- Част от село Таесан (대산리; 臺山里)

### Община Йомджу
- Работнически регион Таса (다사로동자구; 多獅勞動者區; aka "Tasa workers' district")
- Част от село Схьокам (석암리; 石岩里)

### Община Чхолсан
- Част от село Рихва (리화리; 梨花里)
- Част от село Кхумсан (금산리; 錦山里)